# Малък Калин (язовир)
„Малък Калин“ е язовир в югозападна България, в землището на село Пастра, част от Каскада „Рила“. Построен е между 1940 и 1949 година и е собственост на Националната електрическа компания.
„Малък Калин“ е малък язовир със завирен обем 20 хиляди кубични метра и залята площ 2 ha, който е най-високият изкуствен водоем в България. Разположен е в подножието на връх Голям Калин на мястото на естествено ледниково езеро, чийто размер е увеличен с изграждането на бетонна гравитачна язовирна стена с височина 4,8 метра и дължина по короната 54,9 метра. Стената е оборудвана с преливник с капацитет 3,2 m³/s и основен изпускател с капацитет 1,2 m³/s.
Язовирът се използва като сезонен изравнител, но размерът му е недостатъчен за изравняването на водите от естествения му водосбор. Събраните води се подават към по-ниско разположения язовир „Калин“ по тунел с дължина 597 метра и размери 1,60 × 1,80 m.